# Гнилец (река)
Гни́лец (словац. Hnilec) — река в Словакии, приток Горнада. Длина реки — 89 км. Площадь водосборного бассейна — 655 км². Средний расход воды — 8,1 м³/с.

## География
Берёт начало у подножья горы Кралёва-Голя. Течёт на восток. По долине реки проходила железнодорожная ветка. Вблизи города Добшина на реке устроена плотина. Протекает через город Гелницу. Впадает в Горнад в районе деревни Маргецани.

## История
Примерно в середине второго тысячелетии до н. э. в долине реки Гнилец местные племена стали добывать медную руду.

## Достопримечательности
Река протекает по территории национального парка Словацкий Рай. В долине реки Гнилец расположена Добшинская ледовая пещера.